# Павле Вукомановић
Павле Вукомановић Стипо (Горње Кусоње, код Подравске Слатине, 26. јун 1903 — Загреб, 13. јун 1977) био је учесник Шпанског грађанског рата и Народноослободилачке борбе, потпуковник ЈНА и народни херој Југославије.

## Биографија
Рођен је 26. јуна 1903. године у селу Горњим Кусоњама код Подравске Слатине. Након завршетка школовања, пошао је радити у грађевинска предузећа и руднике, где се запослио као најамни радник. Убрзо се укључио у раднички покрет. Био је активни учесник низа радничких штрајкова.
Након избијања грађанског рата у Шпанији, преко Француске је пешице прешао Пиринеје и прикључио се редовима интернационалних бригада. Тамо се истакао као добар борац и диверзант. Када је примио наређење за повлачење из Шпаније, имао је чин поручника Војске шпанске републике. С преосталим припадницима интернационалних бригада био је упућен у француске концентрационе логоре.
Године 1941. вратио се у Југославију и прикључио се антифашистичким борцима у Славонији. Вукомановић, као искусан шпански борац, већ је 1941. године постао командир Мославачке партизанске чете, једне од првих партизанских јединица на подручју Мославине и Славоније. Он и његова чета учествовали су у бици на Гарићу, која је трајала 24 часа. Чета је у борби победила надмоћније непријатељске снаге.
Поткрај 1942. године, постављен је за команданта Друге оперативне зоне. Убрзо је био пребачен на дужност диверзанта. Уз Ивана Хариша Громовника, био је најпознатији партизански диверзант. Године 1943, постављен је за руководиоца диверзантске секције при Шестом корпусу НОВЈ. Његова је секција покривала читаво подручје Славоније.
Почетком 1945. године, Павле Вукомановић је прешао на територију Мађарске. Ту је упао у заседу, након чега је био спроведен у Будимпешту, где су га мађарски фашисти предали Немцима. Иако нису знали кога имају за заробљеника, Немци су га под јаком стражом упутили у унутрашњост Немачке, али је Вукомановић успео да искочи из брзог воза. Вратио се у окупирану Југославију и поново се прикључио својим саборцима.
Као војни руководилац, остао је у Југословенској народној армији (ЈНА) још неколико година после рата, након чега је пензионисан. После тога је био потпуковник ЈНА у резерви.
Умро је 13. јуна 1977. године у Загребу. Сахрањен је у Гробници народних хероја на загребачком гробљу Мирогој.
Носилац је Партизанске споменице 1941. и других југословенских одликовања. Орденом народног хероја одликован је 27. новембра 1953. године.